# BAFTA Award för bästa regi
BAFTA Award för bästa regi (BAFTA Award for Best Direction) är ett pris som ges till den person som den brittiska filmakademin (BAFTA) anser vara den bästa regissören av en film med premiär året före. Priset delas ut sedan 1969, vid den årliga galan British Academy Film Awards.

## Vinnare

### 1960-talet
- 1969: Mike Nichols – Mandomsprovet
  - Lindsay Anderson – If...
  - Carol Reed – Oliver!
  - Franco Zeffirelli – Romeo och Julia

### 1970-talet
- 1970: John Schlesinger – Midnight Cowboy
  - Richard Attenborough – Oh, vilket makalöst krig
  - Ken Russell – När kvinnor älskar
  - Peter Yates – Bullitt

- 1971: George Roy Hill – Butch Cassidy och Sundance Kid
  - Robert Altman – M*A*S*H
  - David Lean – Ryan's dotter
  - Ken Loach – Kes – falken

- 1972: John Schlesinger – Söndag, satans söndag
  - Miloš Forman – Taking Off
  - Joseph Losey – Budbäraren
  - Luchino Visconti – Döden i Venedig

- 1973: Bob Fosse – Cabaret
  - Peter Bogdanovich – Den sista föreställningen
  - William Friedkin – French Connection – Lagens våldsamma män
  - Stanley Kubrick – A Clockwork Orange

- 1974: François Truffaut – Dag som natt
  - Luis Buñuel – Borgarklassens diskreta charm
  - Nicholas Roeg – Rösten från andra sidan
  - Fred Zinnemann – Schakalen

- 1975: Roman Polanski – Chinatown
  - Francis Ford Coppola – Avlyssningen
  - Sidney Lumet – Mordet på Orientexpressen och Serpico
  - Louis Malle – Lacombe Lucien

- 1976: Stanley Kubrick – Barry Lyndon
  - Sidney Lumet – En satans eftermiddag
  - Martin Scorsese – Alice bor inte här längre
  - Steven Spielberg – Hajen

- 1977: Miloš Forman – Gökboet
  - Alan J. Pakula – Alla presidentens män
  - Alan Parker – Bugsy Malone
  - Martin Scorsese – Taxi Driver

- 1978: Woody Allen – Annie Hall
  - Richard Attenborough – En bro för mycket
  - John G. Avildsen – Rocky
  - Sidney Lumet – Network

- 1979: Alan Parker – Midnight Express
  - Robert Altman – Oh, vilket bröllop!
  - Steven Spielberg – Närkontakt av tredje graden
  - Fred Zinnemann – Julia

### 1980-talet
- 1980: Francis Ford Coppola – Apocalypse
  - Woody Allen – Manhattan
  - Michael Cimino – Deer Hunter
  - John Schlesinger – Yanks

- 1981: Akira Kurosawa – Kagemusha – spökgeneralen
  - Robert Benton – Kramer mot Kramer
  - David Lynch – Elefantmannen
  - Alan Parker – Fame

- 1982: Louis Malle – Atlantic City, U.S.A.
  - Bill Forsyth – Gregory's Girl
  - Hugh Hudson – Triumfens ögonblick
  - Karel Reisz – Den franske löjtnantens kvinna

- 1983: Richard Attenborough – Gandhi
  - Costa-Gavras – Försvunnen
  - Mark Rydell – Sista sommaren
  - Steven Spielberg – E.T. the Extra-Terrestrial

- 1984: Bill Forsyth – Local Hero – byns hjälte
  - James Ivory – Hetta
  - Sydney Pollack – Tootsie
  - Martin Scorsese – King of Comedy

- 1985: Wim Wenders – Paris, Texas
  - Roland Joffé – Dödens fält
  - Peter Yates – Påklädaren
  - Sergio Leone – Once Upon a Time in America

- 1986: Inget pris för bästa regi

- 1987: Woody Allen – Hannah och hennes systrar
  - Roland Joffé – The Mission
  - Neil Jordan – Mona Lisa
  - James Ivory – Ett rum med utsikt

- 1988: Oliver Stone – Plutonen
  - Richard Attenborough – Ett rop på frihet
  - Claude Berri – Jean de Florette
  - John Boorman – Hope and Glory

- 1989: Louis Malle – Vi ses igen, barn
  - Gabriel Axel – Babettes gästabud
  - Bernardo Bertolucci – Den siste kejsaren
  - Charles Crichton – En fisk som heter Wanda

### 1990-talet
- 1990: Kenneth Branagh – Henrik V
  - Stephen Frears – Farligt begär
  - Alan Parker – Mississippi brinner
  - Peter Weir – Döda poeters sällskap

- 1991: Martin Scorsese – Maffiabröder
  - Woody Allen – Små och stora brott
  - Bruce Beresford – På väg med miss Daisy
  - Giuseppe Tornatore – Cinema Paradiso

- 1992: Alan Parker – The Commitments
  - Kevin Costner – Dansar med vargar
  - Jonathan Demme – När lammen tystnar
  - Ridley Scott – Thelma & Louise

- 1993: Robert Altman – Spelaren
  - Clint Eastwood – De skoningslösa
  - James Ivory – Howards End
  - Neil Jordan – The Crying Game

- 1994: Steven Spielberg – Schindler's List
  - Richard Attenborough – Shadowlands
  - Jane Campion – Pianot
  - James Ivory – Återstoden av dagen

- 1995: Mike Newell – Fyra bröllop och en begravning
  - Krzysztof Kieślowski – Den röda filmen
  - Quentin Tarantino – Pulp Fiction
  - Robert Zemeckis – Forrest Gump

- 1996: Michael Radford – Il postino - postiljonen
  - Mel Gibson – Braveheart
  - Nicholas Hytner – Den galne kung George
  - Ang Lee – Förnuft och känsla

- 1997: Joel Coen – Fargo
  - Scott Hicks – Shine
  - Mike Leigh – Hemligheter och lögner
  - Anthony Minghella – Den engelske patienten

- 1998: Baz Luhrmann – Romeo & Julia
  - James Cameron – Titanic
  - Peter Cattaneo – Allt eller inget
  - Curtis Hanson – L.A. konfidentiellt

- 1999: Peter Weir – Truman Show
  - Shekhar Kapur – Elizabeth
  - John Madden – Shakespeare in Love
  - Steven Spielberg – Rädda menige Ryan

### 2000-talet
- 2000: Pedro Almodóvar – Allt om min mamma
  - Neil Jordan – Slutet på historien
  - Sam Mendes – American Beauty
  - Anthony Minghella – The Talented Mr. Ripley
  - M. Night Shyamalan – Sjätte sinnet

- 2001: Ang Lee – Crouching Tiger, Hidden Dragon
  - Stephen Daldry – Billy Elliot
  - Ridley Scott – Gladiator
  - Steven Soderbergh – Erin Brockovich
  - Steven Soderbergh – Traffic

- 2002: Peter Jackson – Sagan om ringen
  - Jean-Pierre Jeunet – Amelie från Montmartre
  - Robert Altman – Gosford Park
  - Ron Howard – A Beautiful Mind
  - Baz Luhrmann – Moulin Rouge!

- 2003: Roman Polanski – The Pianist
  - Stephen Daldry – Timmarna
  - Peter Jackson – Sagan om de två tornen
  - Rob Marshall – Chicago
  - Martin Scorsese – Gangs of New York

- 2004: Peter Weir – Master and Commander - Bortom världens ände
  - Tim Burton – Big Fish
  - Sofia Coppola – Lost in Translation
  - Peter Jackson – Sagan om konungens återkomst
  - Anthony Minghella – Åter till Cold Mountain

- 2005: Mike Leigh – Vera Drake
  - Marc Forster – Finding Neverland
  - Michel Gondry – Eternal Sunshine of the Spotless Mind
  - Michael Mann – Collateral
  - Martin Scorsese – The Aviator

- 2006: Ang Lee – Brokeback Mountain
  - George Clooney – Good Night, and Good Luck.
  - Paul Haggis – Crash
  - Fernando Meirelles – The Constant Gardener
  - Bennett Miller – Capote

- 2007: Paul Greengrass – United 93
  - Jonathan Dayton och Valerie Faris – Little Miss Sunshine
  - Stephen Frears – The Queen
  - Alejandro González Iñárritu – Babel
  - Martin Scorsese – The Departed

- 2008: Joel och Ethan Coen – No Country for Old Men
  - Paul Thomas Anderson – There Will Be Blood
  - Paul Greengrass – The Bourne Ultimatum
  - Florian Henckel von Donnersmarck – De andras liv
  - Joe Wright – Försoning

- 2009: Danny Boyle – Slumdog Millionaire
  - Stephen Daldry – The Reader
  - Clint Eastwood – Changeling
  - David Fincher – Benjamin Buttons otroliga liv
  - Ron Howard – Frost/Nixon

### 2010-talet
- 2010: Kathryn Bigelow – The Hurt Locker
  - Neill Blomkamp – District 9
  - James Cameron – Avatar
  - Lone Scherfig – An Education
  - Quentin Tarantino – Inglourious Basterds

- 2011: David Fincher – Social Network
  - Darren Aronofsky - Black Swan
  - Danny Boyle - 127 timmar
  - Tom Hooper - The King's Speech
  - Christopher Nolan - Inception

- 2012: Michel Hazanavicius – The Artist
  - Tomas Alfredson – Tinker, Tailor, Soldier, Spy
  - Lynne Ramsay – Vi måste prata om Kevin
  - Nicolas Winding Refn – Drive
  - Martin Scorsese – Hugo Cabret

- 2013: Ben Affleck – Argo
  - Kathryn Bigelow – Zero Dark Thirty
  - Michael Haneke – Amour
  - Ang Lee – Berättelsen om Pi
  - Quentin Tarantino – Django Unchained

- 2014: Alfonso Cuarón – Gravity
  - Paul Greengrass – Captain Phillips
  - Steve McQueen – 12 Years a Slave
  - David O. Russell – American Hustle
  - Martin Scorsese – The Wolf of Wall Street

- 2015: Richard Linklater – Boyhood
  - Wes Anderson – The Grand Budapest Hotel
  - Damien Chazelle – Whiplash
  - Alejandro González Iñárritu – Birdman
  - James Marsh – The Theory of Everything

- 2016: Alejandro González Iñárritu – The Revenant
  - Todd Haynes – Carol
  - Adam McKay – The Big Short
  - Ridley Scott – The Martian
  - Steven Spielberg – Spionernas bro

- 2017: Damien Chazelle – La La Land
  - Tom Ford – Nocturnal Animals
  - Ken Loach – Jag, Daniel Blake
  - Kenneth Lonergan – Manchester by the Sea
  - Denis Villeneuve – Arrival

- 2018: Guillermo del Toro – The Shape of Water
  - Luca Guadagnino – Call Me by Your Name
  - Martin McDonagh – Three Billboards Outside Ebbing, Missouri
  - Christopher Nolan – Dunkirk
  - Denis Villeneuve – Blade Runner 2049

- 2019: Alfonso Cuarón – Roma
  - Bradley Cooper – A Star Is Born
  - Yorgos Lanthimos – The Favourite
  - Spike Lee – BlacKkKlansman
  - Paweł Pawlikowski – Cold War

### 2020-talet
- 2020: Sam Mendes – 1917
  - Bong Joon-ho – Parasit
  - Todd Phillips – Joker
  - Martin Scorsese – The Irishman
  - Quentin Tarantino – Once Upon a Time in Hollywood

- 2021: Chloé Zhao – Nomadland
  - Thomas Vinterberg – En runda till
  - Shannon Murphy – Babyteeth
  - Lee Isaac Chung – Minari
  - Jasmila Žbanić – Quo vadis, Aida?
  - Sarah Gavron – Rocks

- 2022: Jane Campion – The Power of the Dog
  - Paul Thomas Anderson – Licorice Pizza
  - Ryūsuke Hamaguchi – Drive My Car
  - Audrey Diwan – Omständigheter
  - Julia Ducournau – Titane
  - Aleem Khan – After Love

- 2023: Edward Berger – På västfronten intet nytt
  - Martin McDonagh – The Banshees of Inisherin
  - Park Chan-wook – Decision to Leave
  - Daniel Kwan och Daniel Scheinert – Everything Everywhere All at Once
  - Todd Field – Tár
  - Gina Prince-Bythewood – The Woman King

- 2024: Christopher Nolan – Oppenheimer
  - Andrew Haigh – All of Us Strangers
  - Justine Triet – Fritt fall
  - Alexander Payne – The Holdovers
  - Bradley Cooper – Maestro
  - Jonathan Glazer – The Zone of Interest

- 2025: Brady Corbet – Brutalisten
  - Jacques Audiard – Emilia Pérez
  - Sean Baker – Anora
  - Edward Berger – Konklaven
  - Coralie Fargeat – The Substance
  - Denis Villeneuve – Dune: Part Two